# Riposto
Riposto är en ort och kommun i storstadsregionen Catania, före 2015 provinsen Catania, i regionen Sicilien i sydvästra Italien. Kommunen hade 15 620 invånare (2017).